# 이안 파크
이안 파크(Ian Park)는 과거 뉴질랜드 축구 국가대표팀 선수로 활약했던 인물이다.
파크는 1973년 8월 18일 이란과의 0-0 무승부 경기에서 교체 선수로 뉴질랜드 축구 국가대표팀 데뷔전을 치렀다. 그는 1980년 2월 29일 솔로몬 제도와의 경기에서 6-1로 승리한 경기를 마지막으로 국가대표를 은퇴했다.